# Esthlodora versicolor
Esthlodora versicolor là một loài bướm đêm trong họ Erebidae.